# ムスタファ・レシト・パシャ
大ムスタファ・レシト・パシャ（オスマン語: قوجه مصطفی رشید پاشا, トルコ語: Koca Mustafa Reşid Paşa, 1800年3月13日 - 1858年1月7日）は、オスマン帝国の政治家、外交官。アブデュルメジト1世の命によってギュルハネ勅令を起草、タンジマートを推進した外務大臣である。

## 人物・略歴
役人を志し宮廷へ出仕、マフムト2世に重用され1834年に駐仏大使としてパリに滞在、1836年に外務大臣に昇進してイギリス外相パーマストン子爵と交渉を行い、1838年に専売制廃止、低関税を記した不平等条約を締結してイギリスの支持を取り付けた。しかし翌1839年に第二次エジプト・トルコ戦争が勃発、戦争中にマフムト2世が亡くなる非常事態となり、子のアブデュルメジト1世が幼いため母后ベズミャレム・スルタンの支持の下、諸外国の歓心を買うため11月3日にギュルハネ勅令で帝国の改革を発表した。これにより翌1840年、イギリスがヨーロッパ列強とロンドン条約を結び、エジプトに圧力をかけたため戦争終結に繋がった。
しかし危機が去ると1841年に駐仏大使へ左遷され、1846年に大宰相に就任するも1848年に罷免、以後再任と罷免を繰り返しながら改革進展と外交に力を尽くしたが、1853年にロシアが要求したエルサレムにおけるギリシャ正教徒の保護を拒否したためクリミア戦争が勃発した。1856年にウィーン議定書が締結された際に意見を政府へ提出、議定書に宗教的寛容が記されていることについて改革で既に認めていることを根拠に反論したが、列強の圧力で政府は非ムスリムの政治・社会進出を記した改革勅令を発布、パリ条約でも宗教的寛容を明記され、西洋の進出が著しくなった。ギュルハネ勅令を起草し、読み上げたムスタファ・レシト・パシャであったが、改革勅令については草稿段階ですでにこれに批判的であったという。1858年、6度目の大宰相在任中に死去。

## 事績と人間関係
ムスタファ・レシト・パシャはタンジマート改革を進める一方で人材登用を行い、メフメト・エミン・アーリ・パシャ、メフメト・フアト・パシャやアフメト・ジェヴデト・パシャ、ミドハト・パシャなどを引き立て、前者2名はレシト・パシャ亡き後に改革勅令に沿ってタンジマートを推進、後者2名は1846年に創立した教師養成学校の校長と1876年の大宰相に就任、それぞれ民法典とオスマン帝国憲法編纂の中心となった。
1837年にオーストリアのウィーンへ移住させた外務省官僚サードゥク・リファト・パシャの意見を参考にしてギュルハネ勅令を起草、1849年にイブラヒム・シナースィーをフランスへ5年間留学させたこともある。帰国後シナースィーは政府に仕えるが、レシト・パシャの死後1860年に『諸情勢の翻訳者』という新聞を刊行、1862年に新たに『世論の叙述』を創刊しトルコ文学に影響を与えた。